# Kernkraftwerk Fangchenggang
Das Kernkraftwerk Fangchenggang ist ein Kernkraftwerk im Stadtbezirk Gangkou, bezirksfreie Stadt Fangchenggang, Autonomes Gebiet Guangxi, Volksrepublik China, das am Golf von Tonkin liegt. Mit Stand August 2023 sind drei Reaktorblöcke mit einer installierten Leistung von zusammen 3352 MW in Betrieb; ein weiterer Block mit einer installierten Leistung von 1180 MW ist in Bau.
Das Kraftwerk wird in drei Bauphasen errichtet; jede Phase besteht dabei aus der Errichtung von zwei Reaktorblöcken. Im Endausbau soll das Kraftwerk aus sechs Blöcken bestehen.

## Phase 1
Die Phase 1 umfasst die Errichtung von zwei Reaktorblöcken mit jeweils einem Druckwasserreaktor (DWR) des Typs CPR-1000. Die Kosten für die beiden Blöcke werden mit 25 oder 26 Mrd. CNY (bzw. 3,7 oder 3,87 Mrd. USD) angegeben.

### Block 1
Der Block 1 verfügt über einen DWR vom Typ CPR-1000 mit einer Netto- bzw. Bruttoleistung von 1000 bzw. 1086 MWe; seine thermische Leistung liegt bei 2905 MWt.
Mit dem Bau von Block 1 wurde am 30. Juli 2010 begonnen. Am 13. Oktober 2015 erreichte der Reaktor erstmals die Kritikalität. Er wurde am 25. Oktober 2015 mit dem Stromnetz verbunden und nahm am 1. Januar 2016 den kommerziellen Betrieb auf. Der Block 1 hat von 2015 bis Ende 2021 insgesamt 45,07 TWh Strom erzeugt; im Jahr 2019 erzielte er mit 8736 Betriebsstunden und einer Produktion von 8540,31 GWh sein bestes Ergebnis.

### Block 2
Der Block 2 verfügt über einen DWR vom Typ CPR-1000 mit einer Netto- bzw. Bruttoleistung von 1000 bzw. 1086 MWe; seine thermische Leistung liegt bei 2905 MWt.
Mit dem Bau von Block 2 wurde am 23. Dezember 2010 begonnen. Am 29. Juni 2016 erreichte der Reaktor erstmals die Kritikalität. Er wurde am 15. Juli 2016 mit dem Stromnetz verbunden und nahm am 1. Oktober 2016 den kommerziellen Betrieb auf. Der Block 2 hat von 2016 bis Ende 2021 insgesamt 41,15 TWh Strom erzeugt; im Jahr 2021 erzielte er mit 8760 Betriebsstunden und einer Produktion von 8888,26 GWh sein bestes Ergebnis.

## Phase 2
Die Phase 2 umfasst die Errichtung von zwei Reaktorblöcken mit jeweils einem DWR des Typs HPR1000; ursprünglich waren DWR des Typs ACPR1000 geplant. Die Kosten für die beiden Blöcke werden mit 30 Mrd. CNY (bzw. 4,9 Mrd. USD) angegeben. Am 16. Dezember 2015 gab der Staatsrat der Volksrepublik China seine Zustimmung zum Bau der beiden Blöcke.

### Block 3
Der Block 3 verfügt über einen DWR vom Typ HPR1000 mit einer Netto- bzw. Bruttoleistung von 1000 bzw. 1180 MWe; seine thermische Leistung liegt bei 3150 MWt.
Mit dem Bau von Block 3 wurde am 24. Dezember 2015 begonnen. Der Block 3 sollte ursprünglich 2019 in Betrieb gehen. Aufgrund der COVID-19-Pandemie wurde die Inbetriebnahme verschoben und sollte in der zweiten Hälfte 2022 erfolgen. Am 27. Dezember 2022 erreichte der Reaktor erstmals die Kritikalität. Er wurde am 10. Januar 2023 mit dem Stromnetz verbunden und nahm am 25. März 2023 den kommerziellen Betrieb auf.

### Block 4
Der Block 4 verfügt über einen DWR vom Typ HPR1000 mit einer Netto- bzw. Bruttoleistung von 1000 bzw. 1180 MWe; seine thermische Leistung liegt bei 3150 MWt.
Mit dem Bau von Block 4 wurde am 23. Dezember 2016 begonnen. Der Block 4 sollte ursprünglich 2020 in Betrieb gehen. Aufgrund der COVID-19-Pandemie wurde die Inbetriebnahme verschoben; sie wird voraussichtlich in der ersten Hälfte 2024 erfolgen.[veraltet]

## Phase 3
Die Phase 3 umfasst die Errichtung von zwei Reaktorblöcken mit jeweils einem DWR des Typs HPR1000. Am 27. April 2025 gab der Staatsrat der Volksrepublik China seine Zustimmung zum Bau der beiden Blöcke.

## Eigentümer
Das Kernkraftwerk ist im Besitz der Guangxi Fangchenggang Nuclear Power Company, Ltd. (GFNPC) und wird auch von GFNPC betrieben. GFNPC ist ein Joint Venture, an dem die China General Nuclear Power Group (CGN) mit 61 % und die Guangxi Investment Group mit 39 % beteiligt sind.

## Sonstiges
Die Gesamtkosten für die Errichtung der ersten vier Blöcke werden bei voraussichtlich 70 Mrd. CNY (bzw. 10,4 Mrd. USD) liegen.

## Daten der Reaktorblöcke
Das Kernkraftwerk Fangchenggang hat vier Blöcke (Quelle: IAEA, Stand: August 2023):
| Block | Reaktortyp | Modell   | Status     | Netto- leistung in MWe (Design) | Brutto- leistung in MWe | Therm. Leistung in MWt | Baubeginn  | Erste Kritikalität | Erste Netzsyn- chronisation | Kommer- zieller Betrieb (geplant) | Abschal- tung (geplant) | Einspeisung in TWh |
| ----- | ---------- | -------- | ---------- | ------------------------------- | ----------------------- | ---------------------- | ---------- | ------------------ | --------------------------- | --------------------------------- | ----------------------- | ------------------ |
| 1     | PWR        | CPR-1000 | In Betrieb | 1000                            | 1086                    | 2905                   | 30.07.2010 | 13.10.2015         | 25.10.2015                  | 01.01.2016                        | –                       | 61,43              |
| 2     | PWR        | CPR-1000 | In Betrieb | 1000                            | 1086                    | 2905                   | 23.12.2010 | 29.06.2016         | 15.07.2016                  | 01.10.2016                        | –                       | 57,36              |
| 3     | PWR        | HPR1000  | In Betrieb | 1000                            | 1180                    | 3150                   | 24.12.2015 | 27.12.2022         | 10.01.2023                  | 25.03.2023                        | –                       | –                  |
| 4     | PWR        | HPR1000  | In Betrieb | 1000                            | 1180                    | 3150                   | 23.12.2016 | 09.04.2024         | 16.04.2024                  | 25.05.2024                        | –                       | –                  |
| 5     | PWR        | HPR1000  | genehmigt  | 1100                            | 1200                    | 3150                   | –          | –                  | –                           | –                                 | –                       | –                  |
| 6     | PWR        | HPR1000  | genehmigt  | 1100                            | 1200                    | 3150                   | –          | –                  | –                           | –                                 | –                       | –                  |